# Zofia Celińska
Zofia Celińska (née Zofia Lipska le 8 juillet 1919 à Varsovie- morte le 28 juillet 2016 à Wyszogród) est une économiste polonaise, juste parmi les nations.

## Biographie
Elle fréquente le lycée Maria Konopnicka à Varsovie, ensuite elle obtient son diplôme d'économie à l'École des hautes études commerciales de Varsovie. 
Pendant la Seconde Guerre mondiale elle s'engage dans l'Armia Krajowa où elle s'occupe à distribuer l'hebdomadaire clandestin Biuletyn Informacyjny. Elle cache des Juifs dans sa maison, une camarade de classe Zofia Lewinówna avec sa tante et son oncle Rachela et Władysław Kohan. Par ailleurs elle aide une autre copine d'école Ola Zweibaum. Après la guerre elle travaille au Bureau des Projets et aux Études de constructions spéciales.
Le 11 juillet 2001 elle est honorée juste parmi les nations par le Yad Vashem, le 13 août 2009  elle est décorée de la Croix de Commandeur de l'Ordre Polonia Restituta par le président de la République de Pologne Lech Kaczyński.
Elle est la sœur de Jan Józef Lipski, elle a deux fils Wojciech et Andrzej Celiński.
Elle est enterrée au Cimetière de Powązki le 3 août 2016.

## Décorations
- Croix de Commandeur de l'Ordre Polonia Restituta